# 舞祭
舞祭とは、「子供が主役」をモットーにしたイベントやその曲などの総称である。
特徴的なのはYOSAKOIソーランと同様に地元・故郷の曲をアレンジしているところ。だが、舞祭のほうが全体的にHip-hop調が強く、現在のダンスミュージックととらえるほうが自然なものも数多い。
舞祭が開催されている場所にちなんだ昔懐かしい名曲が編集されて、その曲を振付師（あるいはこれからの舞祭を背負っていく次世代の学生たちなど）がふりをつけてお披露目という一連の流れで曲が出来上がる。
だがまれに、有名な（よく表彰されたりしている）舞祭チームでは、チーム独自の曲を作ってもらっているところもある。
主な舞祭としては茨城県日立市のひたち舞祭があげられる。関東圏で最初に開催されたのも「ひたち舞祭」。

## 茨城県
ひたち舞祭
　竜KOI舞祭
　古河和舞祭
　久自楽舞祭
　大洗舞祭
　ゆうき舞祭
　ちくせい舞祭
　ばんどう舞祭

## 神奈川県
かわさき舞祭
武蔵小杉舞祭

## 東京都
SHIBUYA舞祭
いたばし舞祭
東京舞祭
すぎなみ舞祭

## 埼玉県
秩父舞祭

## 福島県
ふくしま舞祭
いわきYOSAKOI舞祭

## 山形県
やまのべ舞祭

## 愛知県
なごや舞祭